# Dicranomyia (Dicranomyia) farri
Dicranomyia (Dicranomyia) farri is een tweevleugelige uit de familie steltmuggen (Limoniidae). De soort komt voor in het Neotropisch gebied.